# Микашевичи (футбольный клуб)
«Микашевичи» (бел. «Мікашэвічы») — белорусский футбольный клуб из одноимённого города, основанный в 1978 году. Свои домашние матчи проводит на стадионе «Спорткомплекс Гранит».
Наивысшие достижения клуба: 5-е место в чемпионате Беларуси, четвертьфинал Кубка Беларуси.

## Названия клуба
- «Гранит» (1978—2005)
- «Гранит-Микашевичи» (2006—2022)
- «Микашевичи» (2023—н. в.)

## История
Футбольный клуб «Гранит» был основан в 1978 году в рабочем поселке Микашевичи в Лунинецком районе Брестской области. Решение о создании футбольной команды было принято по причине массового занятия работников промышленного гиганта данным видом спорта. С 1978 по 2005 год клуб именовался «Гранит», а с 4 декабря 2006-го был переименован в футбольный клуб «Гранит-Микашевичи».
Выступление в чемпионате Беларуси «Гранит» начал в 1994 году со Второй лиги. В 1999 году команда дебютировала среди участников Первой лиги, а в 2008-м клуб вышел в Высшую лигу. По итогам сезона 2009 года команда вылетела в первую лигу. В сезоне 2014 года «Гранит» стал победителем первой лиги, с отрывом от ближайшего преследователя — мозырьской «Славии» — в 4 очка. C 2015 команда стала играть в высшую лигу. По итогу сезона — 5-е место, отрыв от 4-го в одно очко. В 2016 году финансовые трудности сильно повлияли на клуб, поэтому после первого круга состав команды полностью изменился, клуб вылетел в первую лигу.
В сезоне 2018 года клуб занял 8 место. Впервые за несколько лет главным тренером «Гранита» был не Валерий Бохно. Со 2-го круга команду возглавил Олег Анатольевич Сидоренков.
В 2023 году клуб сменил своё название на «Микашевичи».

## Выступления в чемпионатах Беларуси
| Сезон                               | Лига                                | Лига                     | Место    | И  | В  | Н     | П  | Мячи                | О                                    | Прим.                | Бомбардир                                           |
| ----------------------------------- | ----------------------------------- | ------------------------ | -------- | -- | -- | ----- | -- | ------------------- | ------------------------------------ | -------------------- | --------------------------------------------------- |
| 1994/95                             | Третья лига (Д3), зона А            | Третья лига (Д3), зона А | 3 из 12  | 22 | 13 | 6     | 3  | 37-15               | 32                                   |                      | В.Щегрикович — 8                                    |
| 1995                                | Третья лига (Д3), зона А            | Третья лига (Д3), зона А | 5 из 11  | 10 | 4  | 0     | 6  | 13-16               | 12                                   |                      | Сергей Шевчик — 4                                   |
| 1996                                | Третья лига (Д3), зона А            | Третья лига (Д3), зона А | 6 из 15  | 28 | 14 | 4     | 10 | 52-36               | 46                                   |                      | Андрей Бохно — 19                                   |
| 1997                                | Третья лига (Д3), зона Б            | Третья лига (Д3), зона Б | 5 из 15  | 28 | 15 | 3     | 10 | 45-37               | 48                                   |                      | Андрей Бохно — 19                                   |
| 1998                                | Вторая лига (Д3), зона Б            | Вторая лига (Д3), зона Б | 1 из 16  | 30 | 23 | 5     | 2  | 89-13               | 74                                   | Выход в первую лигу  | Анатолий Старков — 17                               |
| 1999                                | Первая лига (Д2)                    | Первая лига (Д2)         | 5 из 16  | 30 | 15 | 9     | 6  | 47-25               | 54                                   |                      | Юрий Никиточкин — 13                                |
| 2000                                | Первая лига (Д2)                    | Первая лига (Д2)         | 5 из 16  | 30 | 15 | 4     | 11 | 46-40               | 49                                   |                      | Виталий Кирилко — 10                                |
| 2001                                | Первая лига (Д2)                    | Первая лига (Д2)         | 6 из 15  | 28 | 13 | 5     | 10 | 47-26               | 44                                   |                      | Анатолий Старков — 9                                |
| 2002                                | Первая лига (Д2)                    | Первая лига (Д2)         | 5 из 16  | 30 | 16 | 9     | 5  | 37-22               | 57                                   |                      | Сергей Журавский Александр Мясникович — по 5        |
| 2003                                | Первая лига (Д2)                    | Первая лига (Д2)         | 5 из 16  | 30 | 14 | 9     | 7  | 34-27               | 51                                   |                      | Андрей Рапейко Николай Комков — по 6                |
| 2004                                | Первая лига (Д2)                    | Первая лига (Д2)         | 4 из 16  | 30 | 12 | 10    | 8  | 31-22               | 46                                   |                      | Павел Евсеенко — 11                                 |
| 2005                                | Первая лига (Д2)                    | Первая лига (Д2)         | 6 из 16  | 30 | 13 | 7     | 10 | 39-35               | 46                                   |                      | Андрей Чистый — 12                                  |
| 2006                                | Первая лига (Д2)                    | Первая лига (Д2)         | 5 из 14  | 26 | 12 | 4     | 10 | 38-33               | 40                                   |                      | Андрей Шеряков — 15                                 |
| 2007                                | Первая лига (Д2)                    | Первая лига (Д2)         | 2 из 14  | 26 | 16 | 4     | 6  | 39-22               | 52                                   | Выход в высшую лигу  | Николай Януш — 12                                   |
| 2008                                | Высшая лига (Д1)                    | Высшая лига (Д1)         | 10 из 16 | 30 | 8  | 12    | 10 | 35-34               | 36                                   |                      | Николай Януш — 7                                    |
| 2009\|\|colspan=2\|Высшая лига (Д1) | 13 из 14                            | 26                       | 6        | 7  | 13 | 27-39 | 25 | Вылет в первую лигу | Николай Януш Евгений Лошанков — по 5 |                      |                                                     |
| 2010                                | Первая лига (Д2)                    | Первая лига (Д2)         | 4 из 16  | 30 | 16 | 8     | 6  | 52-23               | 56                                   |                      | Кирилл Шрейтор — 19                                 |
| 2011                                | Первая лига (Д2)                    | Первая лига (Д2)         | 8 из 16  | 30 | 11 | 10    | 9  | 38-35               | 43                                   |                      | Вадим Бойко — 6                                     |
| 2012                                | Первая лига (Д2)                    | Первая лига (Д2)         | 6 из 15  | 28 | 14 | 8     | 6  | 41-23               | 50                                   |                      | Дмитрий Игнатенко — 8                               |
| 2013                                | Первая лига (Д2)                    | Первая лига (Д2)         | 7 из 16  | 30 | 12 | 9     | 9  | 42-31               | 45                                   |                      | Андрей Шеряков — 7                                  |
| 2014                                | Первая лига (Д2)                    | Первая лига (Д2)         | 1 из 16  | 30 | 19 | 7     | 4  | 46-16               | 64                                   | Выход в высшую лигу  | Дмитрий Игнатенко — 14                              |
| 2015                                | Высшая лига (Д1)                    | Высшая лига (Д1)         | 5 из 16  | 26 | 12 | 6     | 8  | 30-32               | 42                                   |                      | Терентий Луцевич Юрий Габовда — по 5                |
| 2016                                | Высшая лига (Д1)                    | Высшая лига (Д1)         | 16 из 16 | 30 | 5  | 10    | 15 | 20-56               | 25                                   | Вылет в первую лигу  | Андрей Шеряков Сергей Ковалюк Алексей Бабырь — по 3 |
| 2017                                | Первая лига (Д2)                    | Первая лига (Д2)         | 8 из 16  | 30 | 14 | 4     | 12 | 42-37               | 40                                   |                      | Павел Забелин — 12                                  |
| 2018                                | Первая лига (Д2)                    | Первая лига (Д2)         | 8 из 15  | 28 | 8  | 11    | 9  | 28-34               | 34                                   |                      | Антон Лукашин — 8                                   |
| 2019                                | Первая лига (Д2)                    | Первая лига (Д2)         | 9 из 15  | 28 | 9  | 8     | 11 | 38-41               | 35                                   |                      | Иван Верас — 15                                     |
| 2020                                | Первая лига (Д2)                    | Первая лига (Д2)         | 13 из 14 | 26 | 4  | 5     | 17 | 21-52               | 17                                   | Вылет во вторую лигу | Евгений Азерский — 7                                |
| 2021                                | Вторая лига (Д3), Брестская область | Восток                   | 14 из 16 | 14 | 2  | 1     | 11 | 22-57               | 7                                    | 7-е место из 8       |                                                     |
| 2021                                | Вторая лига (Д3), Брестская область | за 13—14-е места         | 14 из 16 | 2  | 0  | 0     | 2  | 0-6                 | 0                                    |                      |                                                     |
| 2022                                | Вторая лига (Д3), Брестская область | Восток                   | 7 из 7   | 12 | 1  | 0     | 11 | 14-62               | 3                                    |                      |                                                     |